# 拉基火山
拉基火山是位于北欧国家冰岛的一个火山及裂缝喷发口。拉基火山本身实际上是火山裂缝喷发的产物。

## 历史
拉基火山曾经在934年和1783年两次大规模喷发。在934年的那次喷发中，拉基火山喷出了多达19.6立方公里的玄武岩熔岩。1783年的喷发开始于1783年6月8日，直到持续到1784年2月才结束，產生14.7立方千米的熔岩，共喷出了高达一亿两千万吨的二氧化硫。导致20%－25%的冰岛人因饥荒和中毒而死亡。以至于对欧洲和北美都产生了很大的影响，比如間接促成法國大革命的爆發。